# عروض
علم العَروض هو علم يعرف به صحيح أوزان الشعر العربي من فاسدها وما يعتريها من الزحافات والعلل. هو ميزان الشعر، به يعرف مكسوره من موزونه، كما أن النحو معيار الكلام به يعرف معربه من ملحونه. ويرجع الفضل في إنشائه إلى العالم الخليل بن أحمد الفراهيدي البصري الأزدي والذي كان إمامًا في علوم العربية، وأنه هو الذي استنبط علم العروض وأخرجه إلى الوجود وحصر أقسامه في خمس دوائر يستخرج منها خمسة عشر بحرًا، ثم زاد الأخفش بحرًا واحدًا وسماه الخبب. ويعرف علم العروض بأنه علم بمعرفة أوزان الشعر العربي، أو هو علم أوزان الشعر الموافق لأشعار العرب، التي اشتهرت عنهم وصحَّت بالرواية من الطرق الموثوق بها، وبهذا العلم يعرف المستقيم والمنكسر من أشعار العرب والصحيح من السقيم، والمعتل من السليم.

## نبذة

### التعريف
تطلق كلمة العروض في اللغة على مكة المكرمة؛ لاعتراضها وسط الأرض، كما تطلق اللفظة على العمود المعترض في وسط البيت، كما تطلقها العرب على الميزان والطريق الوعر.

### سبب الظهور
ظهرت الحاجة إلى وضع علم العروض بعد اختلاط العرب بغير العرب، مما أدى إلى تراجع الذوق العربي وتقلص الفطرة العربية السليمة، فاختلط الشعر الضعيف بالشعر القوي، وأصبح بعض العرب يبني لفظًا على لفظ ويلحن فيه.

### الفائدة
يركز علم العروض ويهدف إلى السلامة الشعرية؛ حتى تظهر الأبيات سليمة من الكسر والتشويه من ناحية، ومن ناحية أخرى حتى يتم التفريق بين الشعر الموزون، والسجع والشعر المرسل والمنثور.

## العروض وموسيقى الشعر
يشير بعض الباحثين إلى العَروض بأنها موسيقى الشعر، ولكن هناك اعتراض بأن الموسيقى أعمُّ من العَروض، ويقول د. صالح عبد العظيم الشاعر في بيان عناصر الموسيقى الشعرية:
"موسيقى الشِّعر تقوم على أساس أربعة عناصر متآزرة فيما بينها، هي: الصيغة، والتفعيلة، والسجع، والكم الوزني.
1. فالصيغة لا بدَّ من مراعاتها في وزن الشعر، وخاصة في كلمة القافية، ويتضح الخلل بسبب إهمالها في أنواع السناد المختلفة.
2. وكذلك قد تتغير التفعيلة بأنواع جائزة من الزحافات والعلل المقبولة، فإذا خرج التغيُّر عن تلك الأنواع دخل في دائرة الزحاف القبيح، وإذا اشتدَّت مفارقته لها عُدَّ خطأً وخرج من دائرة الشِّعر إلى دائرة النثر.
3. ومراعاة السجع أمر تحكمه قوانين القافية، وبالخروج عنها تنتج عيوب الروي، كالإكفاء والإجارة وغيرها.
4. أما الكم الوزني بمعنى ترتيب الحركات والسكنات داخل البيت والعدد الكلي لها، والذي ينتج عن إهماله اختلال الوزن على صورة من ثلاث: إما بالخروج إلى صورة أخرى من البحر، أو الخروج إلى بحر آخر، أو إلى نثر غير موزون".[5]

## البيت الشعري
البيت الشعري: البيت هو مجموعة كلمات صحيحة التركيب، موزونة حسب قواعد علم العَروض، تكوِّن في ذاتها وَحدة موسيقية تقابلها تفعيلات معينة.
وسمي البيت بهذا الاسم تشبيها له بالبيت المعروف، وهو بيت الشَّعر ؛ لأنه يضم الكلام كما يضم البيت أهله ؛ ولذلك سموا مقاطِعَهُ أسبابا وأوتادا تشبيها لها بأسباب البيوت وأوتادها، والجمع أبيات.
ألقاب الأبيات:
أولا: من حيث العدد:
‌أ- اليتيم: هو بيت الشعر الواحد الذي ينظمه الشاعر مفردا وحيدا..
‌ب- النُّـتـفَة: هي البيتان ينظمهما الشاعر.
‌ج- القطعة: هي ما زاد على اثنين إلى ستة من أبيات الشعر.
‌د- القصيدة: هي مجموعة من الأبيات الشعرية تتكون من سبعة أبيات فأكثر.
ثانيا: من حيث الأجزاء:
‌أ- التام: هو كل بيت استوفى جميع تفعيلاته كما هي في دائرته، وإن أصابها زحاف أوعلة.
وذلك كقول الشاعر:
فهو من البحر الطويل وتفاعيله ثمان في كل شطر أربع.
‌ب- المجزوء: هو كل بيت حذفت عَروضه وضربُه وهذا واجب في كل من: المديد والمضارع والهزج والمقتضب والمجتث، وجائز في كل من البسيط والوافر والكامل والخفيف والرجز والمتدارك والمتقارب. وممتنع في كل من: الطويل والمنسرح والسريع.
كقول الشاعر من الوافر المجزوء:
‌ج- المشطور: هو البيت الذي حذف شطره أومصراعه، وتكون فيه العَروض هي الضرب ويكون في الرجز والسريع.
كقول الشاعر من الرجز:
‌د- المنهوك: هو البيت الذي ذهب ثلثاه وبقي ثلثه ويقع في كل من الرجز والمنسرح.
ومنه قول دريد بن الصمة من منهوك الرجز:
‌ه- المدوَّر: هو البيت الذي تكون عَروضه والتفعيلة الأولى مشتركتين في كلمة واحدة، والبعض يسميه المُداخَل أوالمُدمَج أوالمتَّصِل. وغالبا ما يرمز لهذا النوع بحرف (م) بين الشطرين ليدل على أنه مدور أومتصل.
كقول الشاعر:
‌و- المرسل أو المصمت: هو البيت من الشعر الذي اختلفت عَروضه عن ضربه في القافية.
كقول السموأل:
المُخَلَّع: هو ضرب من البسيط عندما يكون مجزوءا، والعروض والضرب مخبونان مقطوعان فتصبح مُستَفعِلُن (مُتَفعِل).
ومنه قول الشاعر:
المصرع: هو البيت الذي أُلحقت عروضه بضربه في زيادة أونقصان، ولا يلتزم. وغالبا ما يكون في البيت الأول ؛ وذلك ليدل على أن صاحبه مبتدئ إما قصةً أوقصيدة.
فمن الزيادة قول الشاعر:
ومن النقص قول الشاعر:
المُقَفَّى: هو البيت الذي وافقت عروضُه ضربَه في الوزن والروي دون لجوء إلى تغيير في العَروض.
ومن أمثلته قول الشاعر:
تسمية أجزاء البيت:
‌أ- الحشو: هو كل جزء في البيت الشعري ما عدا العَروض والضرب.
‌ب- العَروض: آخر تفعيلة في الشطر الأول (المصراع الأول، أو الصدر). وجمعها أعاريض (إضافة إلى معناها الآخر الذي هو اسم هذا العلم). وقد سميت عَروضا ؛ لأنها تقع في وسط البيت، تشبيها بالعارضة التي تقع في وسط الخيمة.
‌ج- الضرب: هو آخر تفعيلة في الشطر الثاني (المصراع الثاني، أو العجز). وجمعه: أضرب وضروب وأضراب. وسمي ضربا لأن البيت الأول من القصيدة إذا بني على نوع من الضرب كان سائر القصيدة عليه، فصارت أواخر القصيدة متماثلة فسمي ضربا، كأنه أخذ من قولهم: أضراب: أي أمثال.
ملاحظه أهم من الملاحظة السابقة:

## بحور الشعر
بحور الشعر ستة عشر بحرًا.
وهي: الطويل، المديد، البسيط، الوافر، الكامل، الهزج، الرجز، الرمل، السريع، المنسرح، الخفيف، المضارع، المقتضب، المجتث، المتقارب، المتدارك. اكتشف الخليل بن أحمد خمسة عشر بحرًا مستعملًا منها، وعدَّ المتدارك -وهو البحر السادس عشر- مُهمَلًا. ولكن تلميذه الأخفش الأوسط رأى أن البحر السادس عشر كان مستعملا، فتداركه على أستاذه وعده من البحور المستعملة.
وقد جمعها أبو الطاهر البيضاوي في بيتين:
وجمعها شادي المرعبي في بيتين تدل أوائل الحروف في كل كلمةٍ منهما على بحر من الأبحر على الترتيب المذكور:
طَغَا مَاءُ بَلدتي وَ كَانَ هُدُوؤه            رَبيعٌ رَمَى سهَامَهُ من خدُورِهِ
مُضـيَّ مُقيلٍ مجنُونٍ مُتهَوِّرٍ              مُديرٍ يُديرُ الأُمَراءَ لأَمرِهِ
وقد نظم صفي الدين الحلي بيتا لكل بحر سميت مفاتيح البحور ليسهل حفظها.
| الترتيب | البحر                            | أصل تفاعيله             | مرات تكرار الأصل | مفتاح البحر                                        |
| ------- | -------------------------------- | ----------------------- | ---------------- | -------------------------------------------------- |
| 1       | الطويل                           | فعولن مفاعيلن           | 4                | طويلٌ له دون البحور فضائلٌفعولن مفاعيلن فعولن مفاعلن |
| 2       | المديد                           | فاعلاتن فاعلن           | 4                | لمديد الشعر عندي صفاتُفاعلاتن فاعلن فاعلاتن         |
| 3       | البسيط                           | مستفعلن فاعلن           | 4                | إن البسيط لديه يبسط الأملُمستفعلن فعلن مستفعلن فعلن |
| 4       | الوافر                           | مفاعلتن مفاعلتن فعولن   | 2                | بحور الشعر وافرها جميلمفاعلتن مفاعلتن فعولن        |
| 5       | الكامل                           | متفاعلن                 | 6                | كمل الجمال من البحور الكاملمتفاعلن متفاعلن متفاعلن |
| 6       | الهزج                            | مفاعيلن                 | 6                | على الأهزاج تسهيلمفاعيلن مفاعيلن                   |
| 7       | الرجز                            | مستفعلن                 | 6                | في أبحر الأرجاز بحرٌ يسهلمستفعلن مستفعلن مستفعلن    |
| 8       | الرمل                            | فاعلاتن                 | 6                | رمل الأبحر ترويه الثقاتفاعلاتن فاعلاتن فاعلاتن     |
| 9       | السريع                           | مستفعلن مستفعلن مفعولات | 2                | بحرٌ سريع ماله ساحلمستفعلن مستفعلن فاعلن            |
| 10      | المنسرح                          | مستفعلن مفعولات مستفعلن | 2                | منسرح فيه يضرب المثلمستفعلن مفعولات مفتعلن         |
| 11      | الخفيف                           | فاعلاتن مستفعلن فاعلاتن | 2                | يا خفيفاً خفّت به الحركاتفاعلاتن مستفعلن فاعلاتن     |
| 12      | المضارع                          | مفاعيلن فاعلاتن مفاعيلن | 2                | تعدّ المضارعاتمفاعيلُ فاعلاتن                        |
| 13      | المقتضب                          | مفعولات مستفعلن         | 2                | اقتضب كما سألوامفعلات مفتعلن                       |
| 14      | المجتث                           | مستفعلن فاعلاتن         | 2                | أن جثت الحركاتمستفعلن فاعلاتن                      |
| 15      | المتقارب                         | فعولن                   | 8                | عن المتقارب قال الخليلفعولن فعولن فعولن فعول       |
| 16      | المحدث (ويسمى الخبب أو المتدارك) | فاعلن                   | 8                | حركات المحدث تنتقلفعلن فعلن فعلن فعل               |

## الكتابة العروضية
تختلف الكتابة العروضية عن الكتابة الإملائية التي تقوم على حسب قواعد الإملاء المعروفة، حيث تقوم الكتابة العروضية على مبدأ اللفظ لامبدأ الخط، أي أن الكتابة العروضية تقوم على مبدأين أساسيين
هما:
1. كل ما ينطق به يكتب ولو لم يكن مكتوبا، مثل: (هذا)، تكتب عروضيا (هاذا).
2. كل ما لا ينطق به لايكتب ولو كان مكتوبًا إملائيا، مثل: (فهموا) تكتب عروضيا (فهمو).

ويترتب على هذه القاعدة زيادة بعض الحروف أوحذفها عند الكتابة العروضية كما يلي:

### الأحرف التي تزاد عند الكتابة العروضية
1. التنوين: بجميع صوره يكتب نونًا ساكنة، مثل: (عِلمٌ، علمًا، علمٍ)، تكتب عروضيا هكذا: عِلمُن، عِلمَن، عِلمِن.
2. الحرف المشدد: يكتب بحرفين: ساكن فمتحرك، مثل: (مرَّ، فَهَّمَ)، يكتب عروضيا هكذا: مَرْر، فَهْهَمَ، وإذا وقع الحرف المشدد آخر الروي المقيد (الساكن) عُدَّ حرفا واحدا ساكنا عند علماء العروض والقافية، مثل (استمرّ) إذا وقع نهاية الشطر الثاني، تكتب عروضيا هكذا: استمر(غموض في الشّرح؟.

ملاحظة: الحرف المشدد في آخر الشطر الأول يفك ويشبع، بخلاف ضمير جمع المؤنث الغائب (هنَّ).
1. زيادة حرف الواو في بعض الأسماء، مثل: (طاوس، دَاود)، تكتب عروضيا هكذا: دَأوُود، طَأوُوس.
2. زيادة الألف في المواضع الآتية:
  1. في بعض أسماء الإشارة، مثل: (هذا، هذه، هذان، هذين، ذلك، ذلكما، ذلكم)، تكتب عروضيا هكذا: هاذا، هاذه، هاذان، هاذين، ذالك، ذالكما، ذالكم....
  2. في لفظ الجلالة (الله، الرحمن، إله)، تكتب عروضيا هكذا: اللاه، اَررحمان، إلاه.
  3. في (لكن) المخففة، والمشددة (لكنَّ)، تكتب عروضيا هكذا: لكن، لاكننَ.
  4. في لفظ (طه)، تكتب عروضيا هكذا: طاها.
3. أولئك، تكتب عروضيا هكذا: ألائك.
4. إشباع حركة حرف الروي بحيث ينشأ عن الإشباع حرفُ مدٍّ مجانسٌ لحركة حرف الروي، مثل أن يكون آخر الشطر (الحكمُ، كتابا، القمرِ)، تكتب عروضيا هكذا: الحكمو، كتابا، القَمَرِي).
5. تشبع حركة هاء الضمير الغائب للمفرد المذكر، وميم الجمع إن لم يترتب على ذلك كسر البيت الشعري، أو التقاء ساكنين، مثل: لهُ، بهِ، لكمُ، بكمُ، تكتب عروضيا هكذا: لهُو، بهِي، لكمُو، بكُمُو.
6. كاف المخاطب أو المخاطبة، ونون الرفع في الفعل المضارع، ونون جمع المذكر السالم، وتاء ضمير التكلم أو المخاطب للمذكر أو المؤنث تشبع حركتها إذا وقعت إحداها نهاية أحد الشطرين، مثل: كلامكَ، كلامُكِ، يسمعانِ، يسمعونَ، تسمعينَ، مسلمونَ، مسلمينَ، قُمتَ، قمتُ، قمتِ، تكتب عروضيا هكذا: كلامكَا، كلامكِي، يسمعانِي، يسمعونَا، تسمعينَا، مسلمونَا، مسلمينَا، ، قُمتَا، قمتُو، قمتِي.
7. الهمزة الممدودة تكتب همزة مفتوحة بعدها ألف، مثل، آمن، قرآن، تكتب عروضيا هكذا: أَامَنَ، قرأَان.

### الأحرف التي تحذف
1. همزة الوصل إذا وقعت في درج الكلام، سواءٌ أكانت الكلمة التي هي فيها سماعية أم قياسية، مثل: فاستمعَ، وافهم، واستماعٌ، وابنٌ، واثنان، واسمٌ، تكتب عروضيا هكذا: فَستَمَعَ، وَفهَم، وَستِماعُن، وَبنُن، وَثنانِ، وَسمُن. فإن وقعت في أول الكلام ثبتت لفظا وخطا، مثل: استمعَ، افهم، استماعٌ، ابنٌ، اثنان، اسم، تكتب عروضيا هكذا: اِستمعَ، اِفهم، اِستماعُن، اِبنُن، اِثنانِ، اِسمُن.
2. ألف الوصل مع (أَل) المعرفة إذا وقعت في درج الكلام، فإن كانت (أل) قمرية حذفت الهمزة فقط وبقيت اللام ساكنة، مثل: والكتاب، فالعلم، تكتب عروضيا هكذا: وَلكتاب، فَلعِلم.

وإن كانت شمسية حذفت الألف وشدد الحرف الذي بعدها، والصِّدق، والشَّمس، تكتب عروضيا هكذا: وصصِدق، وَششَمس.
1. تحذف ألف الوصل من لام التعريف إذا وقعت بعد لام الابتداء أوبعد لام الجر، مثل: لَلعِلمُ، لِلعِلمِ، لَلصِّدقُ، لِلصِّدقِ تكتب عروضيا هكذا: لَلعِلمُ، لِلعِلمِ، لَصصِدقُ، لِصصِدقِ.
2. تحذف واو (عمرو) في الرفع والجر، مثل: حضر عَمرٌو، ذهبت إلى عَمرٍو، تكتب عروضيا هكذا: حضر عَمرُن، ذهبث إلى عَمرِن.
3. تحذف الألف والواو والياء الساكنتين من أواخر الأسماء والأفعال والحروف إذا وليها ساكن، مثل: أتى المظلوم إلى القاضي فأنصفه قاضي العدل، تكتب عروضيا هكذا: أتَ لمظلوم إلَ لقاضي فأنصفه قاضِ لعدل. فإن وليها متحرك لم يحذف شيء منها، مثل: أتى مظلوم إلى قاضي عدل فأنصفه، تكتب عروضيا هكذا: أتى مظلومُن إلى قاضي عدلِن فأنصفه.
4. تحذف الألف الفارقة من أواخر الأفعال بعد واو الجماعة في الفعل الماضي، والأمر، والمضارع المنصوب والمجزوم، مثل: رجعوا، ارجعوا، لن يرجعوا ،لم يرجعوا، تكتب عروضيا هكذا: رجعو، ارجعو، لن يرجعو، لم يرجعو.
5. تحذف الألف، والواو الزائدتين من: مائة، أنا، أولو، أولات، أولئك.
6. تحذف الألف الأخيرة من الأدوات والحروف والأسماء الآتية إذا وليها ساكن: إذا، لماذا، هذا، كذا، إلا، ما، إذما، حاشا، خلا، عدا، كلا، لما.[7]

## تقطيع الشعر
تقطيع الشعر هو وزن كلمات بيت الشعر بما يقابلها من تفعيلات ؛ لمعرفة صحة الوزن أو انكساره، ويراعى في التقطيع اللفظ دون الخط. فالتقطيع تفكيك البيت من الشعر إلى أجزاء ووضع تحت كل جزء مايناسبه من التفعيلات العروضية. والتقطيع العروضي يرتكز على اتقان الإيقاع الصوتي للتفعيلات ؛ إذ لكل تفعيلة إيقاعها الموسيقي الخاص، فللتفعيلة (فَعُولُن) إيقاعها، فللتفعيلة (فَاعِلاتُن) إيقاعها... ومتى أتقن الدارس الإيقاع الموسيقي للتفعيلات سهل عليه التقطيع العروضي للبيت.

### فائدته
1. إعانة الدارس على معرفة نوع البحر الذي ينتمي إليه البيت.
2. التعرف على وزن القصيدة ومدى مطابقة هذا الوزن للأوزان العربية ، وتلافى الشعراء الكسور العروضية.
3. القدرة على قراءة النظم بطريقة صحيحة في ظل ضرورات الشعر واختلاف اللهجات ومن ذلك كسر الفعل المضارع وإشباع ميم هم فتنطق همو أو لكم فتنطق لكمو.

### طريقته
بادئ ذي بدء لا بد من التأكيد على الوحدات الصوتية وهي مجموعة في قول العروضيين" لم أر على ظهر جبلن سمكتن"
وهي بالتفصيل:
1. السبب الخفيف: وهو متحرك وساكن مثل لم /قد والحركة تشمل كل الحركات من ضم وفتح وكسر والسكون واحد.
2. السبب الثقيل: وهو متحركان مثل لك/بك
3. الوتد المجموع: وهو متحركان فساكن مثل على /إلى
4. الوتد المفروق: وهو متحركان بينهما ساكن مثل ظهر/عند
5. الفاصلة الصغرى: مثل جبلن/ شجرن
6. الفاصلة الكبرى: مثل سمكتن /شجرتن

ومعلوم أن العبرة في وزن الشعر هو اعتبارات النطق وحدها ولهذا آثرنا الكتابة العروضية وأن الفاصلة الصغرى يستغنى عنها بالسببين الخفيف والثقيل وأن الفاصلة الكبرى يستغنى عنها بالسبب الثقيل والوتد المجموع ناهيك عن كونها لا تأتى.
ثم بعد هذا يأتى دور التفعيلات العروضية أو ما يسمى بالوحدات الصوتية وهي فعولن وتضم وتدا مجموعا وسببا خفيفا التي توجد في المتقارب والطويل والوافر ومفاعلتن التي توجد في الوافر ومفاعيلن التي توجد في الهزج ومتفاعلن التي توجد في الكامل وفاعلاتن التي توجد في الرمل والخفيف والمديد ومستفعلن التي توجد في الرجز والبسيط والسريع وفاعلن التي توجد في الخبب/ المتدارك والبسيط وهكذا.
وقد جمعت هذه التفعيلات في أبيات عدة فممن جمعها ابن الحاجب فقال:
ويجعل العروضيون هذه البحور في دوائر بهدف الإتيان بصيغها المختلفة ومن هذا على سبيل الذكر:
مفاعلتن تقابل متفاعلن ومستفعلن تقابل مفاعيلن وفعولن تقابل فاعلن.
وأن الأوزان الخليلية ليست مقاربة رياضية أو اصطناعا عروضيا بقدر ما هي وسيلة لتعريف الشعراء وقراء قصائدهم بالأوزان الصحيحة.
إذا أردت تقطيع بيت من الشعر فعليك أن تتبع هذه الخطوات المتبعة في تقطيع البيت الآتي حتى تصل إلى الإجابة الصحيحة:
| أَسِربَ لـ | ـقَطا هَل مَن | يُعِيرُ | جَناحَهُو | لَعَللِي | إِلَى مَن قَد | هَوِيتُ | أَطِيرُو |
| فَعُولُن   | مَفَاعِيلُن    | فَعُولُ | مَفَاعِلُن | فَعُولُن | مَفَاعِيلُن   | فَعُولُ | مَفَاعِي |
| //ه/ه   | //ه/ه/ه    | //ه/ | //ه//ه | //ه/ه | //ه/ه/ه   | //ه/ | //ه/ه |

| بحره:   | الطويل                              |
| عروضه:  | تامة مقبوضة                         |
| ضربــه: | محذوف معتمد                         |
| حشوه:   | دخل التفعيلة الثالثة والسابعة القبض |

### توضيح الخطوات
1. الخطوة الأولى: نقل البيت إلى كراسة الإجابة، مع ملاحظة مافيه من ضبط للشكل، ثم قراءة البيت قراءة واعية متأنية ؛ ليتضح من خلالها الحروف التي تنطق والتي لاتنطق، والحروف المشددة، والكلمات المنونة، وما يحذف أو يحرك لالتقاء الساكنين. ومحاولة التعرف أثناء هذه القراءة على بحر هذا البيت من خلال نغمة تفاعيله، ومما يساعد على اكتشاف البحر مساعدة واضحة حفظُ ضوابط البحور وترديدها فهي تعد المفتاح لكل بحر.
2. الخطوة الثانية: كتابة البيت كتابة عروضية، وهذا يستلزم الإلمام بقواعد الكتابة العروضية ودراستها دراسة دقيقة ؛لأن الخطأ في هذه الخطوة يتسبب عنه سريان الخطأ إلى الخطوات اللاحقة.
3. الخطوة الثالثة: أخذ قطعة من البيت ثم ترديدها منغمة على موسيقا تفعيلة من التفعيلات الأولى التي تبتدئ بها البحور، ومطابقتها على نغمة هذه التفعيلة، فإذا تم التطابق في النغمة الموسيقية بين كلام الشاعر والتفعيلة الأولى لبحر من البحور كانت هذه الخطوة صحيحة، ثم اختيار قطعة أخرى والعمل معها مثلما عُملَ مع القطعة السابقة مع ملاحظة وضع فاصل بين تلك القطع حتى لا تتداخل. فإذا تم ذلك كان التقطيع صحيحا، وبذلك انكشف البحر الذي جاء البيت على وزنه. ثم إكمال البيت على هذه الطريقة.
4. الخطوة الرابعة: وضع الرموز تحت كل قطعة، بحيث يُجعلُ تحت الحرف المتحرك (مضموما كان أو مفتوحا أو مكسورا) هذا الرمز [ / ]، ويُجعل تحت الحرف الساكن الصحيح أو حرف المد أو أولِ حَرفَي المشدد هذا الرمز [ ه ]. مع ملاحظة أن البيت لا يُبتدأُ بساكن ولا يوقف على متحرك، وملاحظة أنه لا يتوالى في البيت خمسة متحركات هكذا [ ///// ]، ومع ملاحظة أنه لايلتقي ساكنان في حشو البيت، وإذا وقع ذلك فإنه لابد من التخلص من ذلك إما بالتحريك أو الحذف.
5. الخطوة الخامسة: اختيار التفعيلة المناسبة لكل قطعة، المتمشية مع النغمة الموسيقية للبيت، مع ملاحظة أن التفعيلة المختارة قد لاتأتي سليمة، مثل التفعيلة (فَعُولُن) أو (مَفَاعِيلُن) بل قد يعتريها زحاف إن كانت حشوا أو يعيريها زحاف أوعلة إن كانت عروضا أو ضربا. وهذا يوجب على الطالب الإحاطة بالزحافات والعلل وحفظها وضبطها حتى لايقع في حيرة من أمره.
6. الخطوة السادسة: كتابة اسم البحر بعد أن تبين لك من خلال الخطوات السابقة، فإن كان البحر ليس له إلا استعمال واحد فقط كأن يستعمل تاما فقط أو مجزوءا فقط فإنه يكفي أن يقال: هذا البيت من البحر الطويل، أو من البحر المديد. وإن كان له أكثر من استعمال وجب أن نبين نوع استعماله هنا، فيقال: هذا البيت من بحر الرجز المجزوء وهكذا.
7. الخطوة السابعة: ذكر عروض البيت موضحا فيه استعمالها وذكر ما فيها من علة أوزحاف لازم إن وجدا، فإن لم يوجد شيء من ذلك أو وجد فيها زحاف غير لازم وصفت بالصحة مثال ذلك:
  1. إذا كان البيت من البحر الكامل وكان تاما ودخل العروض الحَذَذُ قيل: عروضه تامة حذاء.
  2. إذا لم يصب التفعيلة زحاف أوعلة قيل: تامة صحيحة.
  3. إذا أصاب التفعيلة زحاف غير جار مجرى العلة، أو علة جارية مجرى الزحاف كالإضمار مثلا، قيل: تامة صحيحة دخلها الإضمار من غير لزوم.
  4. إن كانت مضمرة مع الحذذ لم يشر إلى ذلك ؛ لأنه زحاف غير لازم، ومثله العلة الجارية مجرى الزحاف في عدم اللزوم، بل يكفي أن يقال: دخلها الإضمار من غير لزوم.
8. الخطوة الثامنة: ذكر ضرب البيت ويعمل معه مثلُ ماعُمل مع العروض إلا أنه لا يذكر معه تمام أو جزء... مع ملاحظة أن الضرب مذكر، والعروض مؤنثة فلينتبه لذلك عند التعبير عنهما.
9. الخطوة التاسعة: ذكر مادخل الحشو من تغيير، فيقال دخل التفعيلة الأولى الخبن مثلا، ودخل التفعيلة الخامسة العصب وهكذا، فإن لم يصب الحشو تغيير قيل: الحشو سليم. فتفاعيل الحشو توصف بالسلامة، والعروض والضرب يوصفان بالصحة.

## بحر الطَّوِيل
دائرة بحر الطَّوِيل:
هو من دائرة الُمُختَلِف التي تضم ثلاثة أبحر مستعملة وهي: الطَّوِيل والمَدِيد والبَسِيط، وبحرين مهملين هما: المستطيل أو الوسيط، والممتد أو الوسيم، وسُمِّيَت هذه الدائرة بهذا الاسم لاختلاف أجزائها بين خماسية (فَعُولُن)، و(فَاعِلُن)، وسباعية (مَفَاعِيلُن)، و(مُستَفعِلُن).
وزن البحر الطَّوِيل بحسب الدائرة العروضية:
استعمال البحر الطَّوِيل:
لا يستعمل هذا البحر إلا تاما وجوبا.
ضابط البحر الطَّوِيل:
سبب تسمية البحر الطَّوِيل بهذا الاسم:
سُمِّي َهذا البحر بهذا الاسم ؛لأنه طال بتمام أجزائه ؛ فهو لايستعمل مجزوءًا ولامشطورا ولامنهوكا، وقيل: لأن عدد حروفه يبلغ ثمانية وأربعين حرفا في حالة التصريع، أي في حال كون العروض والضرب من الوزن والقافية نفسها، وليس بين البحور الأخرى واحد على هذا النمط.
أعاريض البحر الطَّوِيل وأضربه مع التمثيل:
للبحر الطَّوِيل عروض واحدة وثلاثة أضرب:
عَرُوضه تامة مَقبُوضَة [ قبضها واجب، وهو زحاف جارٍ مجرى العلة ] ولها ثلاثة أضرب:
أ-صحيح، مثل:
| أَمَأوِي | يَ إِننَ لمَا | لَ غَادِن | وَرَائِحُن | وَيَبقَى | مِنَ لمَالِ لـ | أَحَادِيـ | ـثُ وَذذِكرُو |
| فَعُولُن | مَفَاعِيلُن   | فَعُولُن  | مَفَاعِلُن | فَعُولُن | مَفَاعِيلُن    | فَعُولُن  | مَفَاعِيلُن   |
| //ه/ه | //ه/ه/ه   | //ه/ه  | //ه//ه | //ه/ه | //ه/ه/ه    | //ه/ه  | //ه/ه/ه   |
| سَالِمَة | سَالِمَة     | سَالِمَة  | مَقبُوضَة | سَالِمَة | سَالِمَة      | سَالِمَة  | صحيح      |

ب-مِثلُهَا:
مثل:
ـةِ حازِمِي	نَصِيــحـَ	نَصِيحِن أَو	بِرَأيِ		ةَ فَستَعِن	مَشُورَ	لَغَ ررَأيُ لـ	إِذَا بَ
//ه//ه	//ه/	//ه/ه/ه	//ه/		//ه//ه	//ه/	//ه/ه/ه	//ه/
مَفَاعِلُن	فَعُولُ	مَفَاعِيلُن	فَعُولُ		مَفَاعِلُن	فَعُولُ	مَفَاعِيلُن	فَعُولُ
مقبوض	مَقبُوضَة	سالمة	مَقبُوضَة		مَقبُوضَة	مَقبُوضَة	سَالِمَة	مَقبُوضَة
ج-محذوف معتمد (ويستحسن قبض [ فَعُولُن ] الواقعة قبل هذا الضرب).
مثل:
أَطِيرُو	هَوِيتُ	إِلَى مَن قَد	لَعَللِي		جَناحَهُو	يُعِيرُ	قَطا هَل مَن	أَسِربَ ل
//ه/ه	//ه/	//ه/ه/ه	//ه/ه		//ه//ه	//ه/	//ه/ه/ه	//ه/ه
مَفَاعِي	فَعُولُ	مَفَاعِيلُن	فَعُولُن		مَفَاعِلُن	فَعُولُ	مَفَاعِيلُن	فَعُولُن
محذوف	مَقبُوضَة	سَالِمَة	سالمة		مَقبُوضَة	مَقبُوضَة	سَالِمَة	سَالِمَة
ملخص الزحافات والعلل في البحر الطَّوِيل:
يجوز في حشو الطَّوِيل:
1. الكَفّ (حذف السابع الساكن) فتصبح به (مَفَاعِيلُن): (مَفَاعِيلُ).
2. القَبض (حذف الخامس الساكن) فتصبح به (مَفَاعِيلُن): (مَفَاعِلُن)، وتصبح (فَعُولُن): (فَعُولُ). ولايجوز اجتماع الكف والقبض في (مَفَاعِيلُن). والكَفّ والقَبض إن وقعا في جزء أو جزأين قُبِلا، فإن زادا عن ذلك لم يتقبلهما الذوق.
3. الخَرم (حذف أول الوتد المجموع أول التفعيلة) وذلك في تفعيلته الأولى (فَعُولُن) فإن كانت سالمة أصبحت (عُولُن) ويُسَمَّى هذا ثَلمًا، وإن كانت مَقبُوضَة صارت (عُولُ) ويُسَمَّى ثَرمًا.

أما العروض والضرب: فالقَبض واجب في عَرُوضه وهو زحاف جارٍ مجرى العلة في لزومه، ويمتنع الكَفّ في (مَفَاعِيلُن) وفي (مَفَاعِلُن)، ويمتنع القَبض في (فَعُولُن) إذا وقعن ضروبا تحاشيا للوقوف على حركة قصيرة.
تنبيه: لا تأتي عروض الطويل سالمة (مَفَاعِيلُن) إلا عند التصريع فتكون سالمة مع التصريع ومقبوضة حيث لا تصريع.
ما هو التصريع ؟: هو إلحاق العروض بالضرب في زيادة أونقصان، ولا يلتزم. وغالبا ما يكون في البيت الأول؛ وذلك ليدل على أن صاحبه مبتدئ إما قصةً أوقصيدة، والتصريع يقع في جميع البحور، ويبتدأ به في مطلع القصيدة، ولا يلتزم إلا إذا قسَّم الشاعر قصيدته إلى موضوعات وأفكار، فيجوزله عند ذلك أن يبدأ كل فكرة تحتوي على مجموعة من الأبيات ببيت مصرع شريطة أن تكون القصيدة متحدة البحر والروي،
ما سببه ؟: وسببه هو مبادرة الشاعر القافية ؛ ليعلم من أول وهلة أنه آخذ في كلام موزون غير منثور ولذلك وقع في أول الشعر.
مثاله: من الزيادة قول أبي فراس الحمداني [من البحر الطويل]:
ومن النقص قول امرئ القيس [من البحر الطويل]:

## بحر الوافر
تفعيلاته هي: مفاعلتن مفاعلتن فعولن
وقد يسكن الحرف الخامس من مفاعلتن فتتحول إلى مفاعيلن
وأصل فعولن مفاعلتن حيث حذف السبب الخفيف في آخر التفعيلة.
ومفتاح البحر:
مثاله:
قول قطرى بن الفجاءة
```
ومثل:
```

## وصلات خارجية
مدخل إلى العروض الرقمي